# Henry Wamser
Henry Wamser (* 11. Mai 1955) ist ein deutscher ehemaliger Fußballtorwart. Von 1978 bis 1984 spielte er für die Betriebssportgemeinschaft Motor Rudisleben in der DDR-Liga, der zweithöchsten Spielklasse im DDR-Fußball.

## Sportliche Laufbahn
Die ersten Spiele im Männerbereich bestritt Torwart Henry Wamser in der Saison 1973/74 bei der 2. Mannschaft des Halleschen FC Chemie in der drittklassigen Bezirksliga. Eine Saison später wechselte Wamser zum Bezirksligisten Betriebssportgemeinschaft Motor Rudisleben.
Mit der BSG Motor stieg Wamser 1978 in die DDR-Liga auf. 1978/79 hatte er mit Klaus Dialler noch einen Konkurrenten, der ihn in den 22 Ligaspielen dreimal ersetzte. In den folgenden fünf Spielzeiten war Wamser unangefochten die Nummer eins im Tor der Rudisleber und bestritt jeweils alle Punktspiele. 1984 musste die BSG Motor als Tabellensiebter aus der DDR-Liga absteigen (Ligareform, statt fünf nur noch zwei Staffeln). Bis 1990 spielte Henry Wamser nach 129 DDR-Liga-Spielen mit Motor Rudisleben wieder in der Bezirksliga.